# Delbaran
Pour plus de détails, voir Fiche technique et Distribution.
Delbaran est un film iranien réalisé par Abolfazl Jalili, sorti en 2001.
Il remporte la Montgolfière d'or au Festival des trois continents 2001.

## Synopsis
Kaïm, un adolescent afghan, franchit la frontière qui sépare l'Afghanistan de l'Iran et trouve refuge dans une auberge du hameau de Delbaran. Il aide alors le couple qui y habite.

## Fiche technique
- Titre français : Delbaran
- Réalisation : Abolfazl Jalili
- Scénario : Abolfazl Jalili et Reza Saberi
- Pays d'origine :  Iran
- Format : couleurs - 35 mm - 1,66:1 - mono
- Genre : drame
- Durée : 96 minutes
- Date de sortie : 2001

## Distribution
- Kaim Alizadeh : Kaim
- Rahmatollah Ebrahimi : Khan
- Hossein Hashemian : Hossein
- Ahmad Mahdavi : policier

## Distinctions
- Montgolfière d'or au Festival des trois continents 2001.
- Prix spécial du jury du Festival de Locarno en 2001.